# Yüksel D.

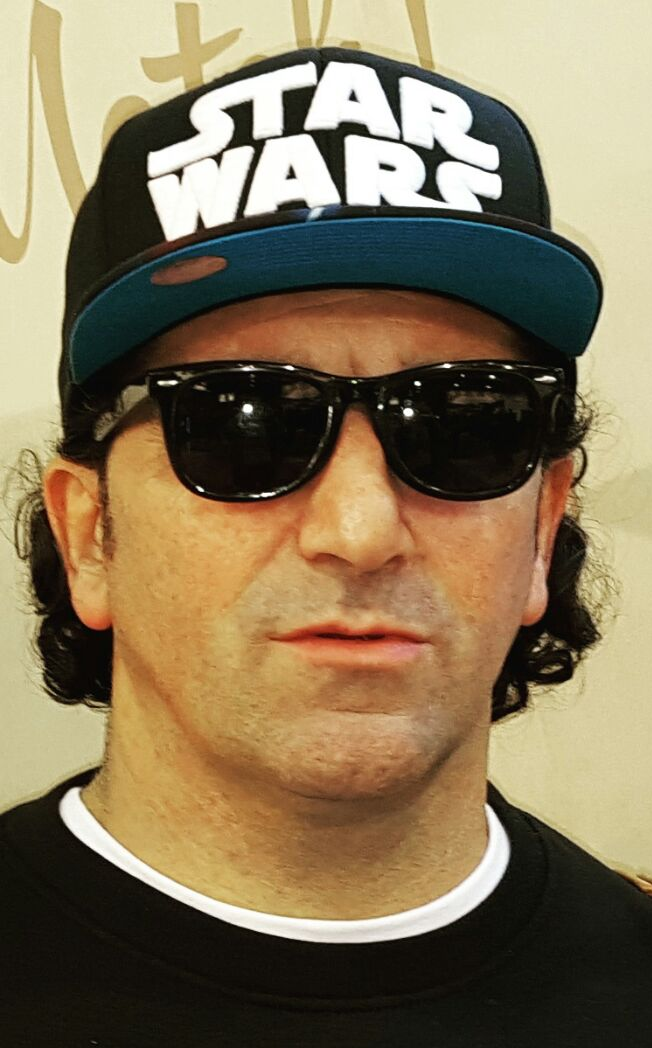
Yüksel D. auf der Bread & Butter in Berlin 2016

Yüksel D. (* 1. März 1969 in Hınıs, Erzurum, als Yüksel Düzgün) ist ein Modedesigner und Musikproduzent.

## Leben
Yüksel D. wurde in der Nähe von Erzurum in der Osttürkei geboren und verbrachte dort seine Kindheit. Die Gegend wurde 1977 durch ein Erdbeben massiv erschüttert, was die Eltern bewog, ein Jahr darauf nach Deutschland überzusiedeln. Yüksels Vater verdingte sich als Stahlbauschlosser und ermöglichte seinem Sohn eine solide Schulbildung, die dieser 1986 mit der Mittleren Reife in Heusenstamm im Landkreis Offenbach abschloss. In den darauf folgenden Jahren absolvierte er eine Ausbildung zum Elektroinstallateur, später zum Chemielaborant und arbeitete in diesem Beruf bis 1999 in einem großen Chemieunternehmen.
Yüksel D. wurde 2010 wegen Körperverletzung, Freiheitsberaubung, Nötigung und Bedrohung zu einer Freiheitsstrafe von 18 Monaten auf Bewährung verurteilt. 2013 wurde die Strafaussetzung wegen Verstoßes gegen Bewährungsauflagen widerrufen und die Freiheitsstrafe bis Ende 2014 vollstreckt.

## Modelscouting
2000 rief Yüksel D. die Agentur Y Models ins Leben, in deren Rahmen er Modeschauen und Partyevents, u. a. für die Magazine Playboy und Hustler, veranstaltete. 2002 beschickte seine Agentur mit Mareike Schröder die Sat.1-Show Star Search. Ab 2008 übernahm Yüksel D. das Management der Gelegenheitsschauspielerin Gina-Lisa Lohfink, die dem Publikum aus Heidi Klums Castingsendung Germany’s Next Topmodel bekannt war und um die ein gewisser Medienhype herrschte. Er drehte mit ihr ein erotisches Homevideo, für das er 2008 den Eroticline Award in der Kategorie „Bester Amateur-Newcomer“ erhielt. D. gibt an, dass der Film mit Lohfinks Einverständnis gedreht und veröffentlicht wurde, Lohfink widerspricht dieser Darstellung.
2010 veranstaltete Yüksel D. Modeschauen für den türkischen Fernsehsender atv.

## Musik
2008 entstand basierend auf dem Schlagerklassiker von Tony Holiday der Track Tanze Samba mit mir auf dem Offenbacher Label Intergroove Records. Das Lied parodiert den damaligen Hype um Gina-Lisa Lohfink. Während privater Auseinandersetzungen mit dem Berliner Rapper Kay One zeichnete Yüksel D. einen telefonischen Drohanruf auf und arbeitete diesen in einer Neuaufnahme des Songs Der Zauberstab von ZaZa ein, der in Kooperation mit dem Frankfurter Sänger Flo2Soul entstand. 2010 folgten Produktionen für hdv TV und aggro-TV u. a. mit den Rappern Haftbefehl, Celo & Abdi, Massiv, Eko Fresh, Schwesta Ewa und Toni der Assi. 

## Veröffentlichungen
- 2008: Tanze Samba mit mir (Intergroove Records)
- 2010: Der Zauberstab (Neuaufnahme eines Titels von ZaZa)